# Audi A8 III
Cet article concerne la troisième génération de l’Audi A8. Pour des informations générales sur l’Audi A8, consultez Audi A8.
L'Audi A8 D4 (désignation de type interne 4H) est une voiture luxueuse du constructeur automobile allemand Audi produite de 2009 à 2017 et qui succède à l'Audi A8 D3.

## Historique du modèle

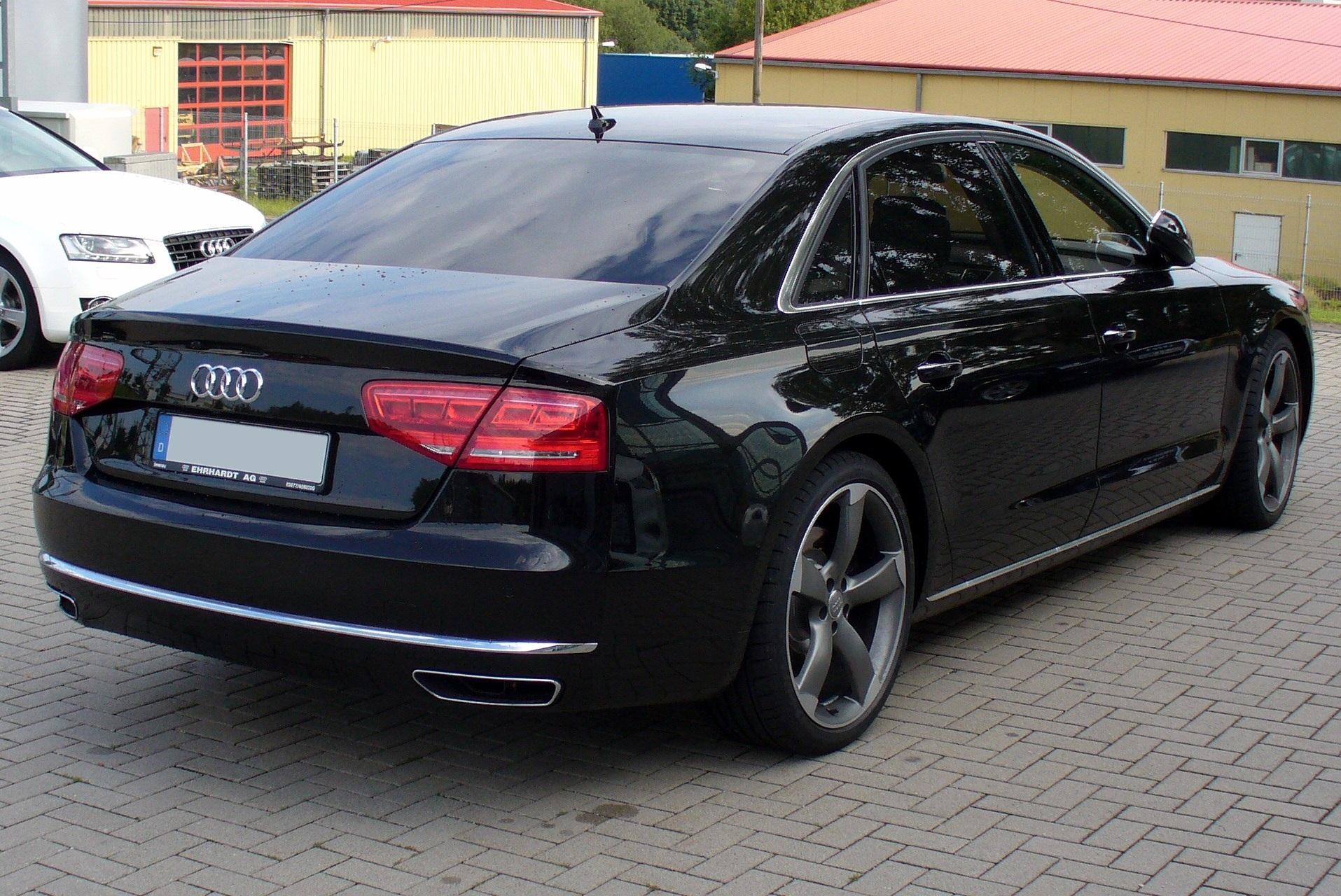
Vue arrière

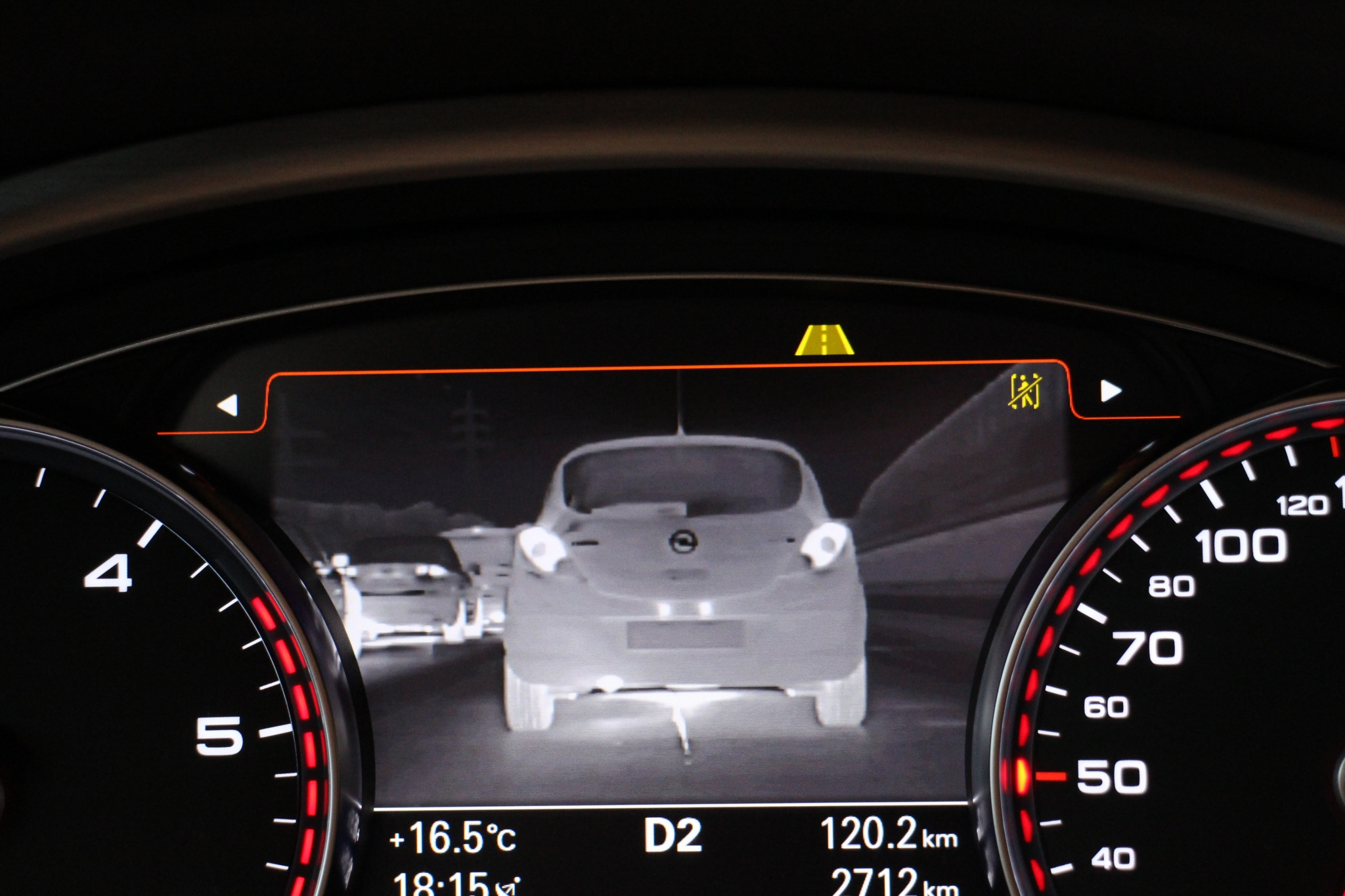
Assistant de vision nocturne dans l'A8

La troisième génération de l'A8 (désignation de type interne 4H) est présentée au Design Miami de Miami le 30 novembre 2009, heure locale (1er décembre 2009, heure européenne). Audi a officiellement présenté pour la première fois la troisième génération de la berline luxueuse au salon international de l'automobile d'Amérique du Nord 2010. Le nouveau modèle est arrivé sur le marché allemand trois mois après sa présentation.
La version sportive, la S8, est présentée en 2011 et a sa première officielle au salon de Francfort (IAA) 2011.
L'A8 révisée a été présentée en septembre 2013 dans le cadre de l'IAA qui a eu lieu la même année.
L'Audi S8 Plus, plus puissante, est officiellement présentée pour la première fois à l'IAA 2015.
En 2019, le concept car Audi RS8, construit en 2013,est présenté dans le cadre de l'exposition spéciale "25 ans de RS" au Forum Audi Neckarsulm.

## Période de construction
- De 2010 à 2013 : Audi A8 Type D4/4H
- De 2013 à 2017 : Audi A8 Type D4/4H (lifting)

## Carrosserie
La carrosserie en aluminium de la D4 est huit centimètres plus longue que celle de sa prédécesseur. La version à empattement court mesure environ 5,14 m, la version à empattement long mesure environ de 5,27 m. En dépit d'être plus lourde que sa prédécesseur, l'A8, pesant entre 1905 et 2120 kg, est l'un des modèles les plus légers de sa catégorie par rapport à ses concurrentes, seule la Jaguar XJ est plus légère. Le coefficient de traînée (cx) de la berline avec le moteur essence de 4,2 l est de 0,26, avec une surface frontale de 2,41 m²,. Formellement, l'Audi A8 reste presque inchangée, seule la ceinture de caisse latérale prononcée est nouvelle. L'A8 D4 ne partage plus la plate-forme technique D avec la Volkswagen Phaeton et les modèles Bentley, Audi utilise désormais la matrice longitudinale modulaire qu'elle a elle-même développée. Le système de matrice longitudinal modulaire permet une conception un peu moins encombrante - l'essieu avant de l'Audi est monté 15 centimètres plus en avant. Cela se traduit également par une meilleure répartition du poids.
L'Audi A8 D4 était exclusivement proposée en berline avec un coffre à malle. Une version break n'était pas prévue dans le programme de livraison.

## Équipement technique
Audi a proposé une finition avec diverses mesures techniques pour l'Audi A8 D4. Ceux-ci devaient augmenter le confort du conducteur dans le véhicule, assurer une sécurité adéquate et réduire la consommation de carburant. Les mesures comprennent :
- Mise en réseau de tous les systèmes contrôlés électroniquement par FlexRay : Par exemple, le régulateur de vitesse adaptatif et les phares adaptatifs tiennent compte des informations du système de navigation et de la caméra sous le rétroviseur. Cela signifie que les feux de route peuvent rester activés dans une bretelle d’autoroute et que le feu de virage s’activera avant que la courbe ne soit atteinte. La lumière est également adaptée au pays respectif : en arrivant dans un pays à circulation à gauche, le groupe d'unités d'éclairage correspondant est automatiquement activé, même si le système de navigation est éteint[10].
- L'A8 est proposé avec l’Audi MMI, y compris l'Accès à Internet à haut débit mobile, avec la technologie UMTS[11], ainsi que la navigation 3D avec prise en charge de Google Earth[12].
- Assistant de feux de route adaptatif : la nuit, une caméra reconnaît les véhicules venant en sens inverse ou les véhicules qui précèdent et ajuste en douceur les feux de route et la portée des phares[13].
- Alerte de franchissement involontaire de ligne (Audi Lane Assist)
- Assistant de changement de voie (Audi Side Assist)
- Assistant de vision nocturne avec détection des piétons
- Reconnaissance des panneaux de signalisation
- Radar de régulation de distance (Adaptive Cruise Control) avec fonction stop & go (de 0 à 250 km/h) et système anti-collision (Audi Pre Sense) inclus : Utilise plusieurs capteurs radar, une caméra vidéo (une première pour un constructeur allemand[14]) et des capteurs de stationnement. Dans une circulation lente ou dans les embouteillages, il régule le freinage et le démarrage. En conjonction avec les capteurs radar de l'assistant de changement de voie, une décélération complètement autonome est déclenchée dans des situations où un accident de la route est inévitable afin de réduire autant que possible la gravité de l'impact.
- Aide au stationnement
- Transmission automatique Tiptronic à huit rapports avec technologie dite shift-by-wire
- Direction dynamique pour une sensation de direction plus précise
- Suspension pneumatique dite "Adaptive Air Suspension"[15] fait partie de l'équipement de série
- Carrosserie en aluminium, appelée Audi Space Frame, pour réduire le poids et la consommation de carburant.
- Avec la transmission quattro, disponible avec un différentiel sport en option pour l'essieu arrière, la puissance peut être dirigée vers la roue arrière extérieure dans un virage ou lors de l'accélération dans une courbe, la voiture étant poussée dans la courbe par la force motrice et suivant l'angle des roues avant.
- L'Audi Drive Select, disponible de série, est un système qui permet d'influencer électroniquement certains systèmes de contrôle de la dynamique du véhicule.
- Les phares à LED à économie d'énergie, en option, comprennent les feux de croisement, les feux de route, les feux de jour, les clignotants et les feux de virage statiques. À partir de 110 km/h, l'autonomie est augmentée par la fonction Autobahn.

## Lifting
Dans le lifting présenté en 2013, le capot, la calandre à cadre unique et le pare-chocs avant ont été légèrement modifiés. Dès lors, le bord inférieur des blocs optiques était droit. À l'arrière, les feux à LED sont devenus plus plats. Le pare-chocs arrière redessiné renferme deux sorties d'échappement en forme de losange sur tous les modèles à l'exception de la S8. De nouvelles baguettes chromées et des cadres de fenêtre noir brillant complètent la différenciation du design.
L'A8 disposait désormais, en option, de la technologie LED innovante Matrix LED pour les phares. La gradation ne se produit que partiellement, le reste du champ de vision est toujours éclairé comme de jour (faisceau de route sans éblouissement).
Les clignotants ont également été révisés. Selon la société basée à Ingolstadt, 18 diodes électroluminescentes sont disposées les unes à côté des autres dans une bande divisée en sept blocs dans les phares améliorés. Dans les feux arrière, 24 LED réparties sur huit segments activent le clignotant avec affichage dynamique.

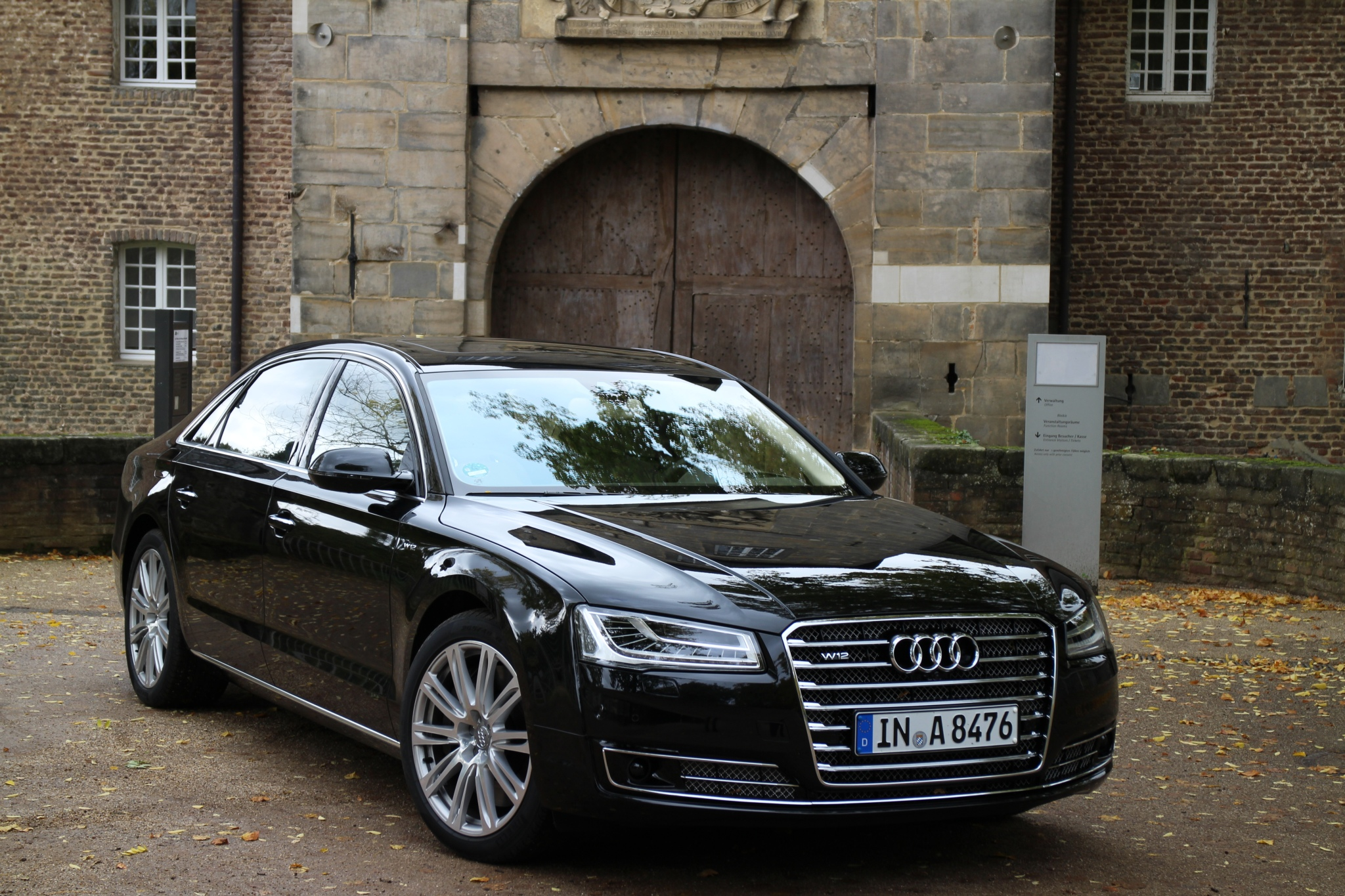
Audi A8 (2013–2017).
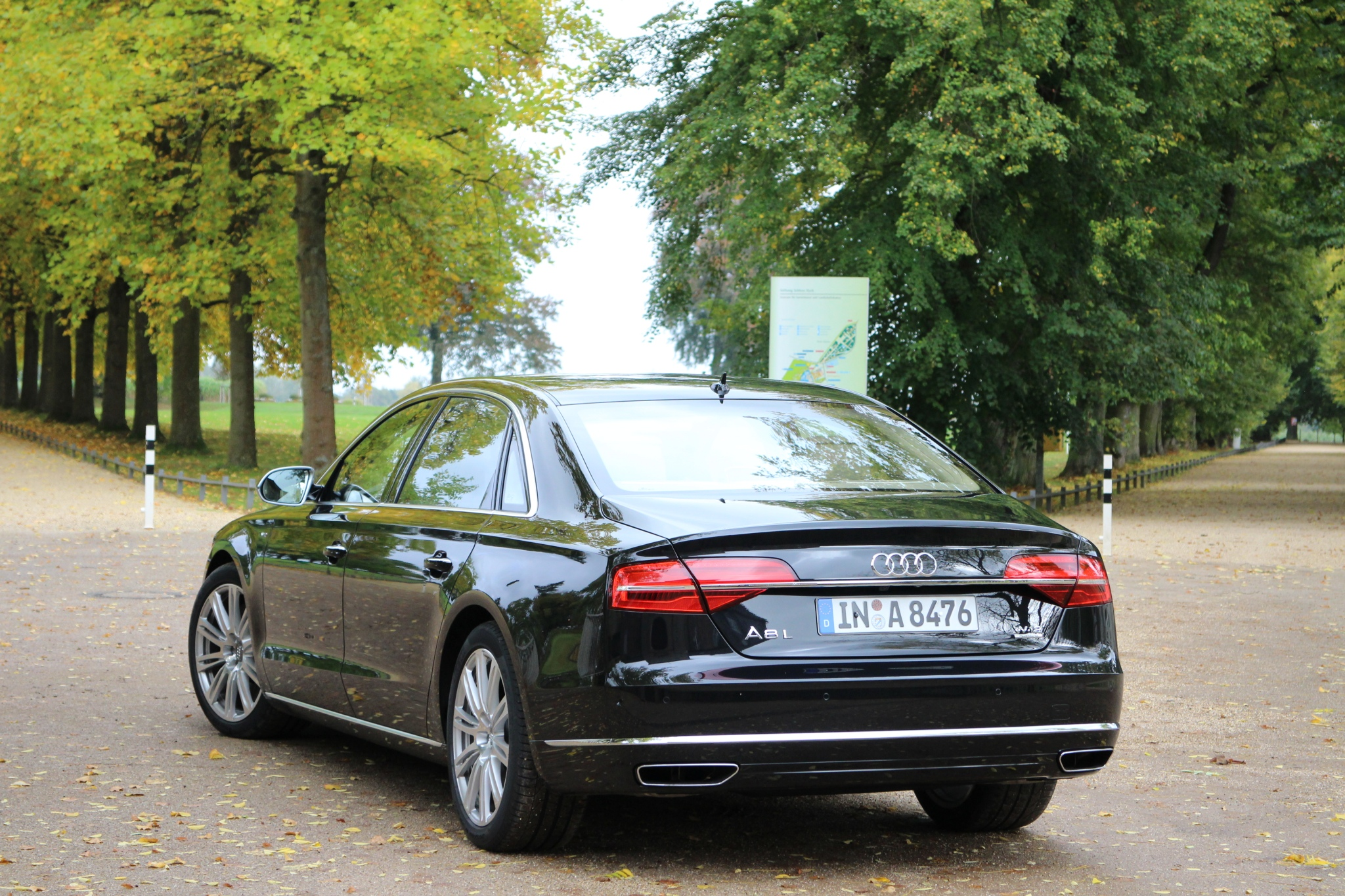
Vue arrière.
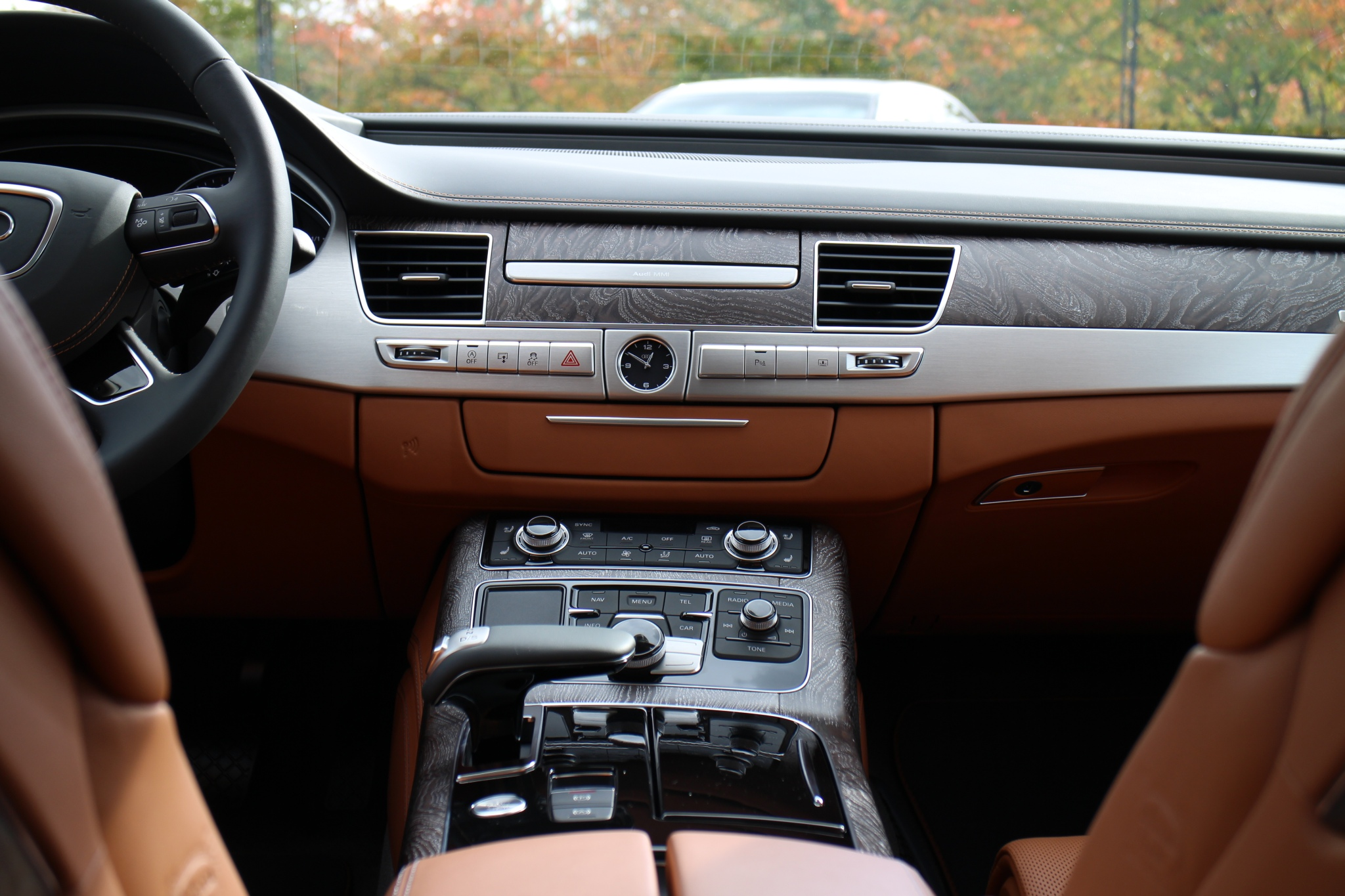
Intérieur.
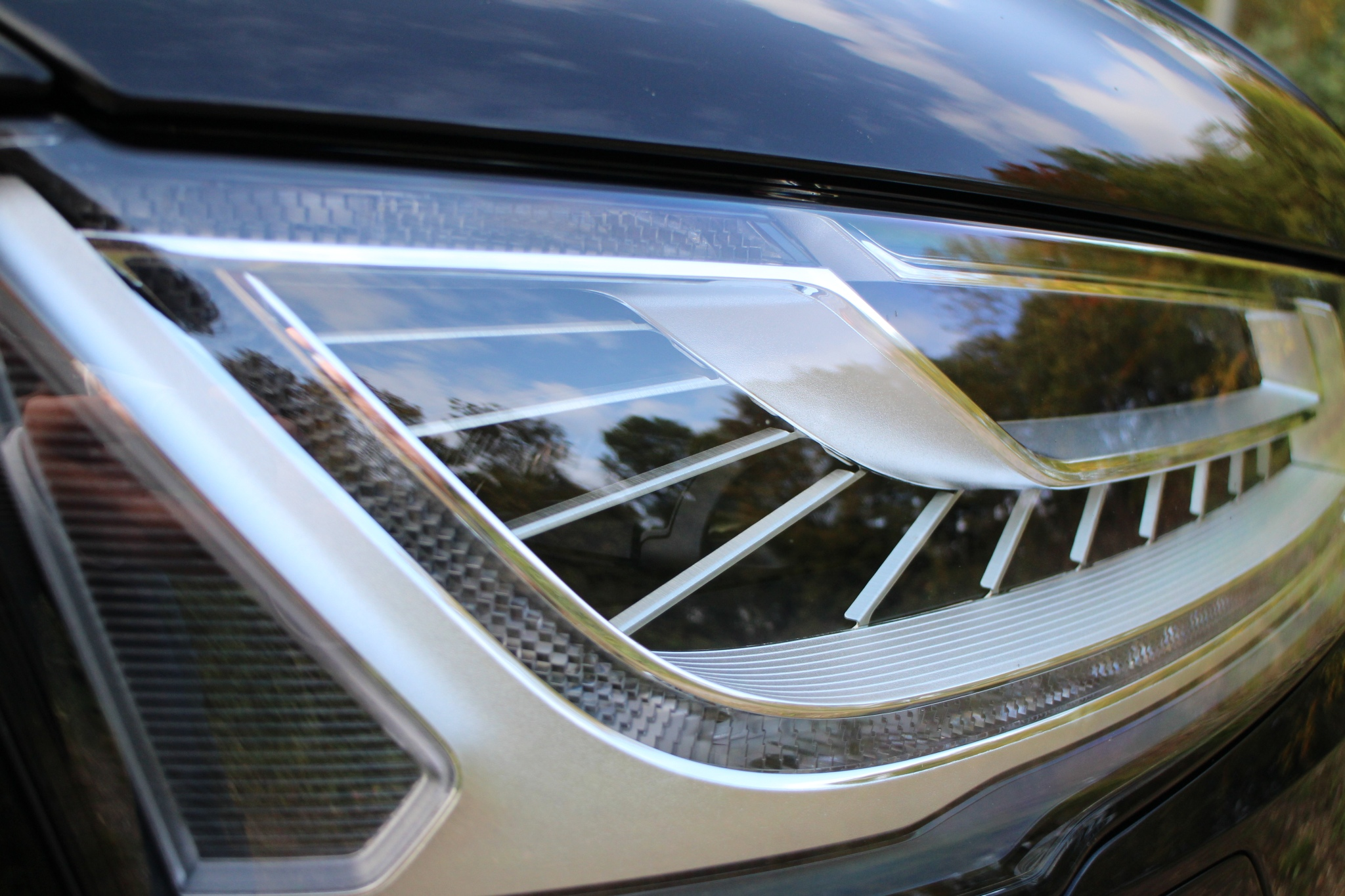
Nouvelle technologie de phares à LED "Matrixbeam".
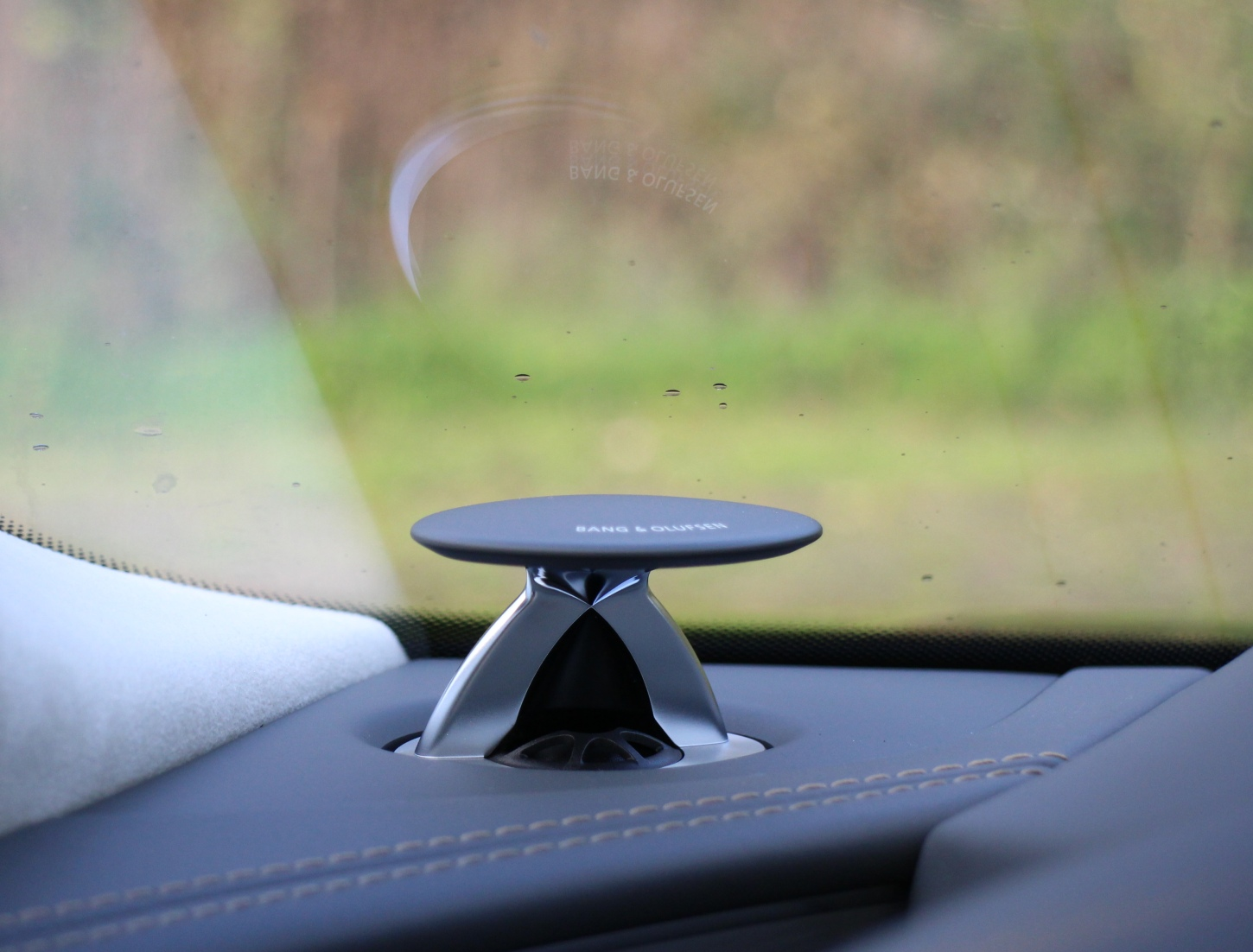
Haut-parleur B&O de l'Advanced Sound System.

## Moteurs
Au début, deux variantes de moteur étaient proposées : un moteur V8 de 4,2 litres disponible soit en essence soit en turbodiesel. Étant donné que la concurrence dans la catégorie des luxueuses utilise désormais des moteurs V6 biturbo plus économiques pour cette gamme de puissance, le moteur diesel V8 était le dernier du genre dans cette catégorie. Un moteur essence V6 avec suralimentation de 3 litres a suivi plus tard.
Le moteur essence de base de l'Audi A8, un moteur six cylindres de 2,8 litres à injection directe de carburant (FSI), est arrivé en 2010 avec une traction avant et une transmission CVT (Multitronic).
À partir de fin 2010, un moteur Diesel V6 et un moteur essence W12, ainsi qu'une version longue, étaient également disponibles.
De plus, à partir d'août 2011, le moteur d'entrée de gamme était le moteur diesel (TDI) de 3,0 l modifié avec une puissance maximale de 150 kW (204 ch), une consommation standard de 6,0 litres aux 100 kilomètres et la traction avant.
Comme deux autres modèles sportifs d’Audi, les S6 C7 et S7 C7, le modèle Audi S8 est équipée d'un moteur V8 de 4,0 l avec chargement biturbo, qui, dans la S8, a une puissance maximale de 382 kW (520 ch) et un couple maximal de 650 Nm, au lieu d’une puissance maximale de 309 kW (420 ch) et d’un couple maximal de 550 Nm comme dans les deux autres modèles. L'Audi S8 accélère de 0 à 100 km/h en 4,1 secondes. De plus, à partir de 2015, la S8 Plus était disponible avec un moteur augmenté avec une puissance maximale de 445 kW (605 ch) et un couple maximal de 750 Nm. Celle-ci accélère de 0 à 100 km/h en 3,8 secondes. Ce moteur a une désactivation des cylindres (ceci est également le cas dans les S6 et S7), ce qui signifie que seuls quatre des huit cylindres sont utilisés dans la plage de charge partielle. Cela contribue à un comportement plus efficace.
À partir d'avril 2012, l'Audi A8 était également disponible avec une propulsion hybride. Dans cette version, l'A8 était équipée, pour la première fois, d'un moteur quatre cylindres de seulement deux litres.
À la fin de l'été 2013, les moteurs, en plus de l’optique, ont également été modifiés. Le moteur essence turbocompressée avec injection directe de carburant (TFSI) de 3,0 litres délivre désormais une puissance maximale de 228 kW (310 ch) et le moteur essence de quatre litres délivre une puissance maximale de 320 kW (435 ch). Pour le moteur Diesel de trois litres, il y avait maintenant aussi une variante avec un convertisseur catalytique SCR (variante propre) avec une puissance maximale initiale de 184 kW,[17] (190 kW plus tard) ; il en va de même pour le moteur diesel (TDI) de 4,2 l, qui a une puissance maximale de 283 kW (385 ch).

## Scandale des émissions
Au cours du scandale des émissions de l'industrie automobile, qui dure depuis septembre 2015, le ministre fédéral des Transports, Alexander Dobrindt, a annoncé que les modèles A8 à moteurs diesel V6 et V8 produits entre 2009 et 2013 étaient équipés d'un dispositif de neutralisation illégal qui réduit ou désactive complètement le post-traitement des gaz d'échappement sur la route. Avec le modèle A7, ces dispositifs d'invalidation ont été installés dans environ 24 000 véhicules. Audi a plaidé une erreur technique comme étant la raison de l'augmentation des valeurs d'oxyde d'azote et a promis une campagne de conversion.
En novembre 2017, on a appris que les moteurs diesel V8 (TDI de 4.2 L) avec la norme Euro 6 dont la période de construction est comprise entre septembre 2013 août 2017 devaient également être rappelés en raison de dispositifs d'invalidation dans le logiciel du moteur. Cela concerne 5 000 véhicules à travers l'Europe. Déjà à l'été 2017, des mesures de l'aide environnementale allemande ont montré que l'A8 avec le moteur TDI de 4.2 L était un véhicule avec des émissions de polluants élevées; jusqu'à 1938 mg de NOX/km ont été émis lors du test.
Le 10 juin 2020, la KBA a publié sous enquête, sous le numéro KBA 10.001, un logiciel de contrôle de conduite non conforme pour l'Audi A8 4.2 TDI V8 Euro 5 MKB CDSB de 2009-2014 avec boîte de vitesses AL951. Véhicules concernés (dans le monde entier) : 10 908, véhicules probablement concernés (en Allemagne) : 5 442.

## Transmission
La puissance est transmise via la transmission automatique Tiptronic à huit rapports. Les vitesses sont sélectionnées en appuyant sur le levier sélecteur vers l'avant, après quoi il revient automatiquement à sa position d'origine.
Le processus de numérotation est transmis électroniquement à l'aide de ce que l'on appelle la technologie Shift-by-wire. La commande de changement de vitesse est transmise à l'unité de commande principale de la voiture, qui effectue ensuite les changements de vitesse via des embrayages multidisques hydrauliques. Il en résulte des temps de changement de vitesse courts qui, associés à des vitesses de conduite réduites, garantissent une consommation réduite et un plus grand confort de conduite.

## Variantes spéciales

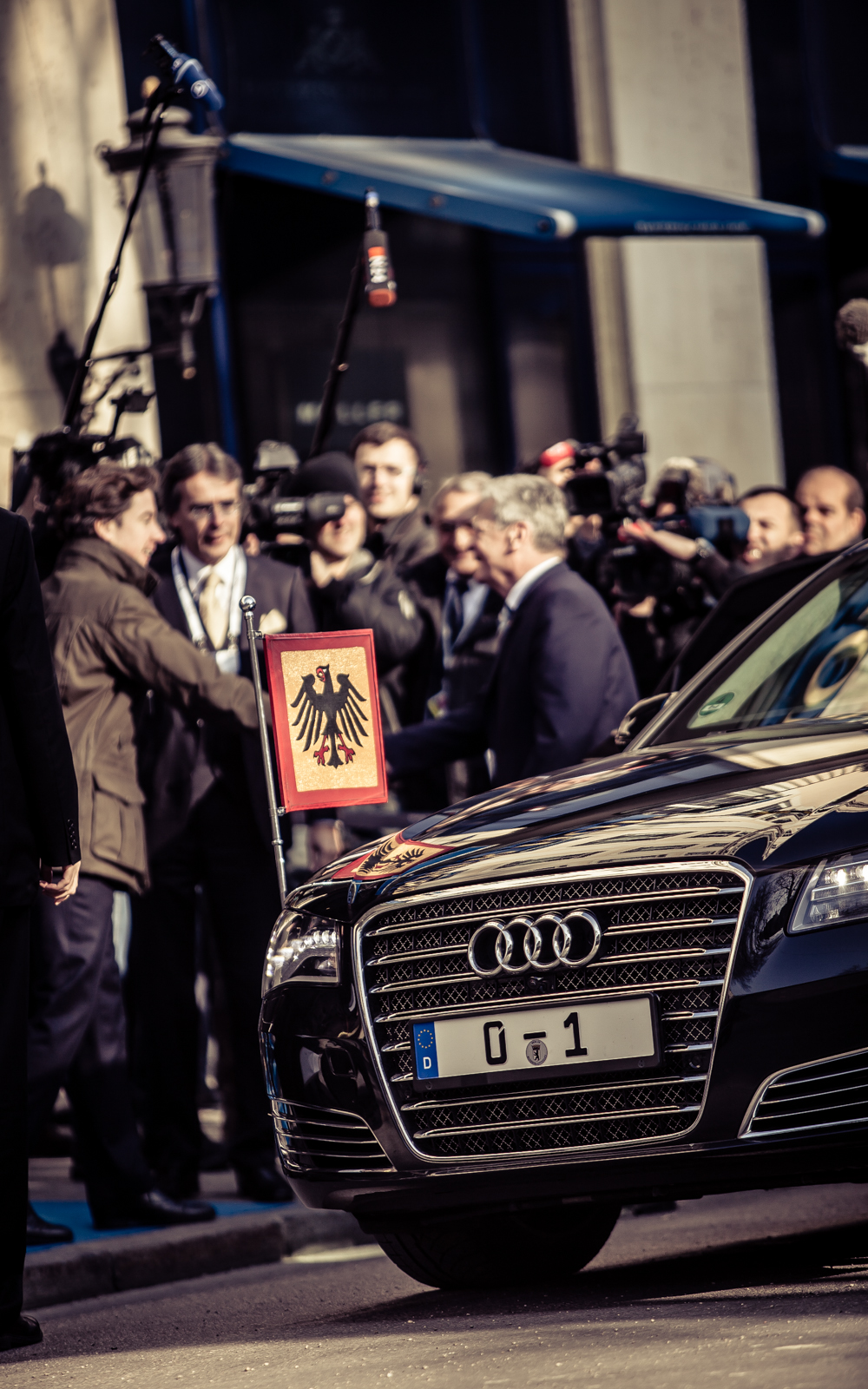
Véhicule de protection spéciale du Président Fédéral.

Basé sur l'Audi A8 D4, le véhicule de protection spéciale A8 L Security est disponible en option jusqu'à la classe de protection VR9.
En 2016, Audi a construit une pièce unique appelée A8 L Extended à la demande d'un client de la famille royale norvégienne,. Ce véhicule six portes dispose de six places, d'un poids à vide de 2 418 kg, d'un empattement de 4,22 m et d'une longueur de 6,36 m. Cela la rend 1,09 m plus longue que la version de série de l'A8 L. Le moteur essence turbocompressée et à injection directe de carburant de 3,0 l et d'une puissance maximale de 228 kW (310 ch) accélère le véhicule de 0 à 100 km/h en 7,1 secondes. Le concept car Audi RS8 a été construit sur la base de l'Audi S8, également avec un moteur V8 de 4,0 l avec une charge biturbo et une puissance maximale de 382 kW. Elle a une conception différente du modèle sur lequel elle est basée.

## Cinéma
Une Audi A8 ou S8 a été utilisée dans les films Matrix Reloaded, Le Transporteur 2, Le Transporteur 3 et Le Transporteur : Héritage.
Gerhard Schröder a utilisé l'Audi A8 en tant que voiture d'État pour la première fois, et Angela Merkel utilise également une A8.

## A8 successeur (Type D5/4N)
La quatrième génération, l'Audi A8 D5, a été présentée au Salon de l'automobile de Francfort (IAA) en septembre 2017 et est sur le marché depuis l'automne 2017.